# Csányi Sándor (bankár)
Csányi Sándor (Jászárokszállás, 1953. március 20. –) a Magyar Szent István-renddel kitüntetett magyar közgazdász, bankár, üzletember.
2010 óta a Magyar Labdarúgó-szövetség elnöke, 2018-tól a FIFA alelnöke. 2019-től az UEFA Nemzeti válogatottak versenybizottságának elnöke. Tagja az UEFA pénzügyi bizottságának és a professzionális futball stratégiai tanácsának. A Pick Szeged Kézilabda Klub tulajdonosa.
Csányi vagyonát 2023-ban 573,7 milliárd forint és 610 milliárd forint közöttire becsülték, amivel a leggazdagabb magyarok éves rangsoraiban az ország második leggazdagabb milliárdosaként tartották számon. A Forbes Magyarország szerint Csányi lett az első magyar milliárdos, aki átlépte az 500 milliárdos vagyonhatárt. Szakonyi Péter 2024 májusában megjelent 100 leggazdagabb magyart felsoroló kiadványában a neve mellett 700 milliárd forintnyi vagyon szerepel.
2024 januárjában a Forbes magazin dollármilliárdosok listáján 1,6 milliárd dollárra becsült vagyonával a világ 1803. leggazdagabb embereként szerepelt.
A Befolyás-barométer szerint 2014 óta ő Magyarország 2. legbefolyásosabb személye.

## Életpályája
Tizennégy éves koráig szülővárosában lakott, ezt követően a budapesti I. István Közgazdasági Szakközépiskola tanulója lett. 1971-ben érettségizett, majd felvették a Pénzügyi és Számviteli Főiskolára (PSZF). Főiskolai tanulmányai alatt a középiskolájának éjszakai kollégiumi nevelőtanára volt. 1974-ben szerzett főiskolai diplomát. Ennek megszerzése után először a Pénzügyminisztérium bevételi főigazgatóságán, majd a minisztérium titkárságon dolgozott 1983-ig. Közben elkezdte a Marx Károly Közgazdaságtudományi Egyetem pénzügy szakát, ahol 1980-ban szerzett diplomát, majd egyetemi doktori címet szerzett. Disszertációja a Lakossági hitelezés és betétgyűjtés alakulása, továbbfejlesztésének lehetőségei címet viselte. 1983-ban a Mezőgazdasági és Élelmezésügyi Minisztériumba került mint osztályvezető, ami alacsonyabb beosztást, de szolgálati lakást jelentett. 1986-ban a Magyar Hitelbank főosztályvezetője, majd 1989-től az Országos Kereskedelmi és Hitelbank stratégiai vezérigazgató-helyettese lett. 1991-ben Csepi Lajos, az Állami Vagyonügynökség (ÁVÜ) akkori vezérigazgatója felkérte Csányit a Budapest Bank  elnök-vezérigazgatói posztjára. Csányi elfogadta a felkérést, később azonban pályázati úton kívánták betölteni a tisztséget. Csányi ekkor közölte, hogy nem pályázik, ekkor arra kérték, hogy egy önéletrajzot adjon be, de ezt sem tette meg. 1992-ben a OTP Bank Rt. elnök-vezérigazgatójává nevezték ki. Először átalakította a bank vezetését, majd a privatizáció után is megtarthatta tisztségét és jelentős tulajdonrészt szerzett a vállalatban. Irányítása alatt felvásárlásokon és a folyamatos organikus növekedésen keresztül az OTP Bankcsoport Közép-Kelet Európa egyik legnagyobb pénzintézeti csoportjává nőtt, amely 2021-ben 11 országban volt jelen, 1656 fiókján keresztül kb. 18,5 millió ügyfelet mondhatott magáénak.
1997 és 2008 között a Magyar Bankszövetség elnökségi tagja volt.
Banktevékenységén túl 1998-ban rövid ideig a Malév felügyelőbizottságának elnöke volt, később az Europay (1998-tól), a Tiszamenti Vegyiművek Rt. (1998–1999), a Matáv Rt. (2000–2003) igazgatótanácsának tagja volt. 2000 óta a Mol Nyrt. igazgatóságának tagja és 2001 óta alelnöke. 1997 és 2000 között a Magyar Kereskedelmi és Iparkamara, valamint 2002 és 2008 között a Magyar Közgazdasági Társaság alelnöke volt. 2002-2021 októberéig a Vállalkozók Országos Szövetsége társelnöke volt. 2004-ben a Nyugat-magyarországi Egyetem címzetes egyetemi tanárává avatta. 2012 óta a Kínai-Magyar Üzleti Tanács társelnöke.
Csányi 1995-tól a Nemzetközi Gyermekmentő Szolgálat kuratóriumának alelnöke. 2003-tól a Prima Primissima díj kuratóriumának elnöke, a díjat Demján Sándor a VOSZ örökös elnöke alapította, és 2013-tól kezdve az OTP Bank gondozza és finanszírozza tovább. 2005-ben saját vagyonából létrehozta a Csányi Alapítványt a Gyermekekért. 2009-től a Médiaunió a Társadalmi Tudatformálásért Alapítvány kuratóriumának tagja. 2020-tól a „Soproni Egyetemért” Alapítvány kuratóriumának elnöke. 2021. januárjától a Magyar Agrár- és Élettudományi Egyetemért Alapítvány kuratóriumának elnöke.
2010-ben a Magyar Labdarúgó-szövetség elnökévé választották.  2020 áprilisában sorozatban harmadszorra választották meg az MLSZ elnökének. 2015 óta az UEFA Végrehajtó Bizottságának tagja és alelnöke. 2017 óta a FIFA Tanácsának tagja, 2018-tól a FIFA alelnöke. Az UEFA Nemzeti válogatottak versenybizottságának elnöke. Tagja az UEFA pénzügyi bizottságának, a professzionális futball stratégiai tanácsának. 2019 és 2023 között az UEFA alelnöke volt. 2025-ben az UEFA végrehajtó bizottsága a szervezet kincstárnokává kérte föl.
A Pick Szeged Kézilabda Klub tulajdonosa. A Nemzetközi Cselgáncsszövetség tiszteletbeli alelnöke.
Csányi tudatosan építette politikai kapcsolatait, így szoros kapcsolatot ápolt Horn Gyula és Medgyessy Péter egykori miniszterelnökökkel csakúgy, mint Orbán Viktor jelenlegi kormányfővel.

## Befektetései
Befektetési portfóliója az elmúlt egy évtizedben egyre terebélyesedett: a borászattól, a hús- és tejipartól az ingatlanokig számos vállalatot vett, és működtet. Mára Csányi Közép-Kelet Európa egyik legnagyobb mezőgazdasági és élelmiszeripari befektetője lett a Bonafarm Zrt.-n és a KITE Zrt.-n keresztül, amely együttesen évi  1,8 milliárd eurós árbevételt termelnek több, mint 9 000 dolgozót foglalkoztatva. A csoport teljes megművelt területe eléri a 34.000 hektárt.[mikor?][forrás?]
A Bonafarm csoporthoz tartozó cégek: Pick Szeged Zrt., Bóly Zrt., Dalmand Zrt., Agroprodukt Zrt., Fiorács Kft., Bonafarm-Bábolna Takarmány Kft., Csányi Pincészet Zrt., Sole-Mizo Zrt., Hungerit Zrt. és az MCS Vágóhíd Zrt. (az utolsó kettő:stratégia partner minőségben)
2004-ben 75%-os tulajdont vásárolt a Magyar Lőszergyártó Rt.-ben, 2005 januárjában pedig százszázalékos tulajdonosa lett a légijármű-kölcsönzéssel, illetve nem menetrendszerű légi szállítással foglalkozó Alexand-Air Kft.-nek.[forrás?]
Nathaniel Rothschilddel 2005 augusztusában megvásárolta a Demján Sándor vezette TriGránit 25%-os tulajdonhányadát. Jelenleg Gránit Pólusban  és a Limedaleban (korábban TriGránit, teljes portfólió érték 1 milliárd dollár) fennálló kisebbségi részesedésén keresztül jelentős ingatlan befektetései vannak.[forrás?] Ezenkívül kockázati tőke alapkezelő (Bonitás Befektetési Alapkezelő Zrt.) és egy szingapúri  alapkezelő (CSAM Asset Management Pte. Ltd) is szerepel befektetési között.

### Visszaélések befektetései kapcsán
Csányi befektetései kapcsán idővel elharapóztak a közösségi oldalakon azok a nevével és fényképével ellátott álhírek és hirdetések, melyek szerint Csányitól befektetési tanácsokat, bennfentes információkat és kriptovalutás tippeket lehet kapni. Valójában adathalászást és csalást lepleztek ezek a hamis hírverések. A bankár a jelenségre válaszul felhívta a figyelmet arra, hogy sem a múltban nem adott, s a jövőben sem fog adni semmiféle befektetési tanácsot. Kiegészítésül az OTP kiemelte, hogy az ilyen típusú hirdetések személyiségi jogokat sértenek és több esetben az OTP Bank védjegyeivel való visszaélést is megvalósítják, ezért minden egyes esetben határozottan fel fognak lépni ellenük.

### OTP
2013 júliusában váratlanul eladta a birtokában lévő OTP értékpapírok legnagyobb részét 7,8 milliárd forint értékben. Jelképesen csak tízezret tartott meg belőlük, ezzel a tranzakcióval pedig 1,6 milliárdos bevételre tett szert. Az eladás hatására kisebb pánik tört ki a tőzsdén, az OTP részvények is vesztettek értékükből. Mint kiderült, az OTP más vezetői is eladtak a birtokukban lévő OTP részvényekből, de messze Csányié volt legnagyobb eladás, mindezek pedig azzal a negatív üzenettel bírtak az üzleti élet szereplői felé, hogy nem várható növekedés. Az OTP Bank úgy nyilatkozott, hogy Csányi az agrár - és élelmiszeripari beruházásai fejlesztésére szánta az átcsoportosított vagyont. A lépés mögött többen a második Orbán-kormány devizahitel-szerződésekkel kapcsolatos utólagos módosításait, a hitelesek mentőcsomagját és a bankadót vélték indoknak, mely az OTP nyereségeinek jelentős részét elvihette volna. Szóba került, hogy Csányi egészségügyi okok miatt vissza akar vonulni egy korábbi szívműtétre hivatkozva, és a műtétet ugyan megerősítette, azt cáfolta, hogy vissza akarna vonulni az üzleti élettől. Mindezt sok mással együtt pár nappal később egy sajtótájékoztatón nyilatkozta, ahol megerősítette, hogy valóban az agrár és élelmiszeripari érdekeltségeihez volt szüksége az eladásból származó pénzre.
Tíz évvel később, a 2023-as üzleti év kapcsán már egész másról, „bődületes rekordról”, ezermilliárd forintos profitról szóltak a pénzügyi hírek, s ezek a pénzügyi mutatók arról tanúskodtak, hogy Csányi bankja „dimenziót ugrott”. A pénzügyi jelentés 150 milliárd forintnyi, részvényenként 535 forint osztalékfizetéssel számolt. Ilyen magas osztalékértékre korábban nem volt példa Magyarország történetében. A példátlan nagyságú osztalék kifizetésének biztosítékát a közel ezermilliárd forintos céges profit adta.

## Családja
Édesapja Csányi József, a Jászárokszállási Termelőszövetkezet mezőőre, édesanyja Ballagó Amália, a háziipari szövetkezetben fonalhajtó volt. Szülei méhészkedéssel és háztáji cukorrépa-termesztéssel is foglalkoztak. 
Csányi nős, második felesége Csányi (Kári) Erika. Csányi Sándor öt gyermek édesapja. Attila (1978) a Bonafarm-csoport első számú vezetője.
Csányi Péter (1985) 2025. május 1-én vette át hivatalosan édesapjától a vezérigazgatói feladatokat az OTP-nél.
Édesapjukhoz hasonlóan ők is szeretnek vadászni és golfozni, Húguk, Gabriella (1994) saját vállalkozását vezeti; Ádám Budapesten, Tamás pedig külföldön él, mindketten befejezték az egyetemet. A Csányi családi vagyonkezelője a 700 millió forint készpénzzel létrehozott Unity Vagyonkezelő Alapítvány, melynek képviselői és kuratóriumi tagjai között Csányi gyermekei vannak megnevezve, akiknek megbízatása a 80. életévük betöltéséig szól. Csányiéké az első ilyen típusú családi vagyonkezelő, amely ekkora méretű vagyont fog át. Az alapítvány 2024 januárjában 800 millió, majd februárban 330 millió forint értékben vásárolt OTP-részvényeket.

## Díjai, elismerései
- Global Leaders for Tomorrow közé választotta a davosi Világgazdasági Fórum (1996)
- Global Finance rangsorában egyike az üzleti világ 600 legmeghatározóbb személyiségének (1998)
- Közép-Európa tíz legjobb vállalatirányítója (Wall Street Journal Europe, 1999)
- Az év vállalkozója (2000)
- Az év bankára (2001)
- Nyugat Magyarországi Egyetem címzetes egyetemi tanára (2004)
- Az év üzletembere Ernst & Young (2004)
- Mercur díj, Magyar Kereskedelmi és Ipari Kamara (2005)
- Budapesti Corvinus Egyetem díszpolgára (2005)
- Honoris Causa Pro Scientia Aranyérem, Országos Tudományos és Diákköri Tanács (2006)
- Wahrmann Mór-érem, MTA (2006)
- Az év bankára a magyarországi bankszakma szavazatai alapján (2006)
- Kármán Tódor-díj (2007)
- Báthory-díj (2007)[40]
- "A válság kormányasa" díj, Figyelő TOP 100 Gála (2010)
- A Bolgár Köztársaság Elnökének tiszteletbeli plakettje (2011)
- Aránykaptár-díj, Magyar Bankszövetség (2013)
- A "Főváros Gazdaságáért" díj, Budapesti Kereskedelmi és Ipari Kamara (2014)
- A Magyar Érdemrend nagykeresztje (2015)
- Tiszteletbeli doktori cím, McDaniel College, Budapest (2016)
- Lámfalussy Emlékérem, Soproni Egyetem (2017)
- Magyar Szent István-rend (2023)